# Miossens-Lanusse
Miossens-Lanusse é uma comuna francesa na região administrativa da Nova Aquitânia, no departamento dos Pirenéus Atlânticos. Estende-se por uma área de 9,15 km². Em 2010 a comuna tinha 275 habitantes (densidade: 30,1 hab./km²).